# Giải thưởng thường niên TVB cho Nữ diễn viên phụ xuất sắc nhất
Giải thưởng thường niên TVB cho Nữ diễn viên phụ xuất sắc nhất (tiếng Anh: TVB Anniversary Award for Best Supporting Actress) là một trong những hạng mục của Giải thưởng thường niên TVB được tổ chức hàng năm bởi TVB. Giải thưởng nhằm tôn vinh nữ diễn viên phụ xuất sắc trong các bộ phim truyền hình TVB trong năm.
Giải thưởng được trao lần đầu vào năm 2003 với tên "My Favourite Powerhouse Actress of the Year (本年度我最喜愛的實力非凡女藝員)". Từ năm 2005 tên chính thức của giải thưởng là "Best Actress in a Supporting Role" (最佳女配角).

## Diễn viên giành giải và được đề cử
Đây là danh sách top 2-5 diễn viên được đề cử tính từ năm 2003. Diễn viên giành giải được xếp đầu tiên và tô đậm. Danh sách đề cử không được công bố vào các năm 2003, 2004, 2012, và 2015.

### 2000
| Năm               | Diễn viên               | Tên phim                       | Tên tiếng Anh                                                          | Vai diễn |
| ----------------- | ----------------------- | ------------------------------ | ---------------------------------------------------------------------- | -------- |
| 2003              |                         |                                |                                                                        |          |
| Đặng Tụy Văn      | Mặt trái của tình yêu 2 | The Threat of Love II          | Trương Phàm, Mỹ, Hứa Hà, Đổng Tình Đồng, Đinh Nguyệt Oánh, Chu Tú Bình |          |
| 2004              |                         |                                |                                                                        |          |
| Đặng Tụy Văn      | Thâm cung nội chiến     | War and Beauty                 | Như Phi                                                                |          |
| 2005              |                         |                                |                                                                        |          |
| Thang Doanh Doanh | Chuyện về chàng Vượng   | Life Made Simple               | Lý Tiếu Hảo                                                            |          |
| Trần Tú Châu      | Gia đình tôi            | My Family                      | Văn Vương Mỹ Tiên                                                      |          |
| Mễ Tuyết          | Mưu dũng kỳ phùng       | The Gentle Crackdown           | Kim Anh                                                                |          |
| Ngũ Vịnh Vi       | Mẹ chồng khó tính       | Wars of In-Laws                | Long Xảo Xảo                                                           |          |
| Thương Thiên Nga  | Quyền lực đen tối       | The Charm Beneath              | Lý Nhã Tiên                                                            |          |
| 2006              |                         |                                |                                                                        |          |
| Dương Tư Kỳ       | Đội cứu hộ trên không   | Always Ready                   | Chu Tiểu Quyên                                                         |          |
| Uyển Quỳnh Đan    | Đại gia đình            | Welcome to the House           | Uyển Quỳnh Đan                                                         |          |
| Trần Mẫn Chi      | Đoạn cuối tình yêu      | Trimming Success               | Cao Trác Kỳ                                                            |          |
| Trần Tú Châu      | Nỗi khổ đàn ông         | Men in Pain                    | Hoàng Đức Lan                                                          |          |
| Thương Thiên Nga  | Phụng hoàng lầu         | Maidens Vow                    | Đổng Đái Hỉ                                                            |          |
| 2007              |                         |                                |                                                                        |          |
| Trần Pháp Lạp     | Điệu vũ cuộc đời        | Steps                          | Trình Gia Mân                                                          |          |
| Đường Ninh        | Thử thách hôn nhân      | The Family Link                | Thư Tiểu Mạn                                                           |          |
| Quách Thiểu Vân   | Học cảnh đi tuần        | On the First Beat              | Thang Tĩnh Nhã                                                         |          |
| Hoàng Thục Nghi   | Gia tộc phong vân       | The Drive of Life              | Hứa Trầm Ân                                                            |          |
| Hàn Mã Lợi        | Nỗi lòng của cha        | Fathers and Sons               | Lee Daai-choi                                                          |          |
| 2008              |                         |                                |                                                                        |          |
| Dương Di          | Sức mạnh tình thân      | Moonlight Resonance            | Tôn Hạo Nguyệt                                                         |          |
| Hồ Định Hân       | Danh gia vọng tộc       | The Silver Chamber of Sorrows  | Hạ Phi Phi                                                             |          |
| Trần Pháp Lạp     | Sức mạnh tình thân      | Moonlight Resonance            | Cam Vĩnh Khanh                                                         |          |
| Từ Tử San         | Sức mạnh tình thân      | Moonlight Resonance            | Lộ Gia Mỹ                                                              |          |
| Lý Hương Cầm      | Sức mạnh tình thân      | Moonlight Resonance            | Xà Quân Lệ                                                             |          |
| 2009              |                         |                                |                                                                        |          |
| Tạ Tuyết Tâm      | Xứng danh tài nữ        | Rosy Business                  | Ân Phụng Nghi                                                          |          |
| Chung Gia Hân     | Lấy chồng giàu sang     | The Gem of Life                | Tống Tử Lăng                                                           |          |
| Trần Pháp Lạp     | Gia vị cuộc đời         | The Stew of Life               | Ngô Thái Ni                                                            |          |
| Quan Cúc Anh      | Cung Tâm Kế             | Beyond the Realm of Conscience | Nguyễn Thúy Vân                                                        |          |
| Mễ Tuyết          | Cung Tâm Kế             | Beyond the Realm of Conscience | Chung Tuyết Hà                                                         |          |

### 2010
| Năm             | Diễn viên                      | Tên phim                          | Tên tiếng Anh               | Vai diễn |
| --------------- | ------------------------------ | --------------------------------- | --------------------------- | -------- |
| 2010            |                                |                                   |                             |          |
| Trần Pháp Lạp   | Nghĩa hải hào tình             | No Regrets                        | Lưu Tình                    |          |
| Huệ Anh Hồng    | Thiết mã phục thù              | A Fistful of Stances              | Tưởng Thượng Châu           |          |
| Giang Mỹ Nghi   | Hạnh phúc đắng cay             | Beauty Knows No Pain              | Angela "Angela Auntie" Hung |          |
| Quan Cúc Anh    | Công chúa giá đáo              | Can't Buy Me Love                 | Đinh Lai Hỉ                 |          |
| Hồ Định Hân     | Hình cảnh                      | Gun Metal Grey                    | Hứa Văn Thi                 |          |
| 2011            |                                |                                   |                             |          |
| Trần Mẫn Chi    | Tòa án lương tâm               | Ghetto Justice                    | Hà Lợi Trinh                |          |
| Trần Nhân Mỹ    | Chân tướng                     | The Other Truth                   | Vương Ỷ Đình                |          |
| Đường Thi Vịnh  | Chân tướng                     | The Other Truth                   | Phan Xảo Như                |          |
| Helen Ma        | Chân tướng                     | The Other Truth                   | Trịnh Thục Quyên            |          |
| Hồ Định Hân     | Bằng chứng thép 3              | Forensic Heroes III               | Chu Dịch Phi                |          |
| 2012            |                                |                                   |                             |          |
| Hồ Định Hân     | Quyền vương                    | Gloves Come Off                   | Đinh Ân Từ                  |          |
| Hoàng Trí Văn   | Lescargo                       | L'Escargot                        | Lâu Tiếu Lan                |          |
| 2013            |                                |                                   |                             |          |
| Giang Mỹ Nghi   | Bao la vùng trời 2             | Triumph in the Skies II           | Phương Nhuế Gia             |          |
| Hồ Định Hân     | Bao la vùng trời 2             | Triumph in the Skies II           | Lăng Trác Chi               |          |
| Ngũ Vịnh Vi     | Pháp ngoại phong vân           | Will Power                        | Sheila Luk                  |          |
| Hoàng Trí Văn   | Sứ mệnh 36 giờ 2               | The Hippocratic Crush II          | Hồng Mỹ Tuyết               |          |
| Hàn Mã Lợi      | Sứ mệnh 36 giờ 2               | The Hippocratic Crush II          | Thi Ngọc Lan                |          |
| 2014            |                                |                                   |                             |          |
| Hà Siêu Nghi    | Tìm lấy ngày mai               | Tomorrow Is Another Day           | Đinh Hảo Hảo                |          |
| Lý Á Nam        | Vòng xoáy thiện ác             | Black Heart White Soul            | Thi Gia Lị                  |          |
| Trần Mẫn Chi    | Sứ đồ hành giả                 | Line Walker                       | Mạch Diên Hân               |          |
| Giang Mỹ Nghi   | Sứ đồ hành giả                 | Line Walker                       | Mạc Tiễn Tình               |          |
| Quan Cúc Anh    | Danh môn ám chiến              | Overachievers                     | Lý Thục Bình                |          |
| 2015            |                                |                                   |                             |          |
| Diêu Tử Linh    | Trương Bảo Tử                  | Captain of Destiny                | Đàm Quý Phi                 |          |
| 2016            |                                |                                   |                             |          |
| Cung Gia Hân    | Mạc hậu ngoạn gia              | Two Steps From Heaven             | Trình Tư Nhữ                |          |
| Đằng Lệ Danh    | Nhất ốc lão hữu ký             | House Of Spirits                  | Bảo Hân                     |          |
| Vương Quân Hinh | Anh hùng Thành Trại            | A Fist Within Four Walls          | Hoa Mạn/ Triều Hà           |          |
| 2017            |                                |                                   |                             |          |
| Chu Thần Lệ     | Nam thần xuyên thời gian       | A General, A Scholar and A Eunuch | Phương Huệ Linh             |          |
| Lâm Thục Mẫn    | Ái hồi gia chi Khai tâm tốc đệ | Come home love: Lo and Behold     | Long Lực Liên               |          |
| Chu Thiên Tuyết | Thải qua giới                  | Legal Mavericks                   | Đới Thiên Ân                |          |
| Diêu Tử Linh    | Đồng minh                      | The Unholy Alliance               | Vi Dĩ Nhu                   |          |
| Trần Mẫn Chi    | Đường tâm phong bạo 3          | Heart and Greed                   | Huỳnh Dĩ Ái                 |          |
| 2018            |                                |                                   |                             |          |
| Lâm Thục Mẫn    | Ái hồi gia chi Khai tâm tốc đệ | Come home love: Lo and Behold     | Long Lực Liên               |          |
| Đằng Lệ Danh    | Ái hồi gia chi Khai tâm tốc đệ | Come home love: Lo and Behold     | Hùng Thượng Thiện           |          |
| Huỳnh Tâm Dĩnh  | Cung tâm kế 2 Thâm cung kế     | Deep In The Realm Of Conscience   | Cam Nhược Thiên             |          |
| Lư Uyển Nhân    | BB đến rồi                     | Who Wants A Baby?                 | Khang Lệ Trinh              |          |
| Trương Hi Văn   | Khiêu dược sinh mệnh tuyến     | Life on the Line                  | Văn Huy                     |          |
| 2019            |                                |                                   |                             |          |
| Triệu Hi Lạc    | Tòa nhà Kim Tiêu               | Barrack O'Karma                   | Chị Hà/ Vương Mẫn Nghi      |          |
| Đặng Bội Nghi   | Thiết Thám                     | The Defected                      | Quảng Vịnh Sa               |          |
| Cao Hải Ninh    | Tòa nhà Kim Tiêu               | Barrack O'Karma                   | Châu Tiểu Huệ               |          |
| Cung Từ Ân      | Giọng nữ cao Ngưu Hạ           | Finding Her Voice                 | Đới Cam Tịnh Di             |          |
| Vu Miễu         | Người vợ đa năng               | Wonder Woman                      | Nhan Thành Công             |          |

### 2020
| Năm         | Diễn viên             | Tên phim      | Tên tiếng Anh  | Vai diễn |
| ----------- | --------------------- | ------------- | -------------- | -------- |
| 2020        |                       |               |                |          |
| Lại Úy Linh | Phản hắc lộ nhân giáp | Al Cappuccino | Tưởng Thiên Hà |          |

## Kỷ lục
- Giành nhiều giải nhất: Đặng Tụy Văn, Trần Pháp Lạp (2 giải)
- Nhiều đề cử nhất: Hàn Mã Lợi (12 lần), Hồ Định Hân (9 lần), Giang Mỹ Nghi (9 lần)
- Diễn viên giành giải lớn tuổi nhất: Tạ Tuyết Tâm (56 tuổi, 2009)
- Diễn viên được đề cử lớn tuổi nhất: La Lan (78 tuổi, 2012)
- Diễn viên giành giải trẻ tuổi nhất: Trần Pháp Lạp (25 tuổi, 2007)
- Diễn viên được đề cử trẻ tuổi nhất: Lưu Dĩnh Tuyền (21 tuổi, 2018)